# Dynamique des particules dissipatives
La dynamique des particules dissipatives, souvent notée DPD, est une équation différentielle stochastique, utilisée en dynamique moléculaire pour modéliser bien souvent des polymères ou autres systèmes composés de molécules complexes. Ce modèle a été développé par Hoogerbrugge et Koelman en 1992 afin de modéliser le mouvements de polymères dans un solvant composé de particules bien plus petites. Le problème d'un tel système est qu'il couple deux phases ayant des échelles de temps et de valeur très différentes: les molécules du solvant ont des temps et des longueurs caractéristiques inférieures de plusieurs ordres de grandeur à ceux des polymères. Ainsi, utiliser les méthodes classiques de dynamique moléculaire obligerait à prendre des pas de temps correspondants au solvant, et donc impliquerait des simulations extrêmement longues pour observer un quelconque phénomène sur le polymères. Il est donc nécessaire afin de pouvoir effectuer des simulations numériques de tels systèmes en temps raisonnables de disposer de modèles dits « multi-échelles », qui réduisent la complexité de la description tout en conservant l'information considérée comme « importante ». La dynamique des particules dissipatives est un modèle de ce type.

## Contexte
Le but initial de la dynamique des particules dissipatives était d'effectuer des simulations numériques à échelle mésoscopique, i.e pour des ordres de temps et de grandeurs se situant entre les échelles atomistiques et les échelles hydrodynamiques. En effet, lors de l'étude de systèmes de ces tailles, l'aspect particulaire de la matière ne peut être négligé pour modéliser correctement son comportement, et on ne peut ainsi pas utiliser les équations issues de la dynamique des fluides (aussi appelée hydrodynamique). Cependant, ces systèmes sont beaucoup trop gros, et comportent beaucoup trop d'atomes pour pouvoir utiliser la dynamique moléculaire, utilisant les lois du mouvement de Newton. Ceci est dû au fait que ces systèmes comportent bien souvent des dizaines de millions d'atomes, et que les ordinateurs d'aujourd'hui ne sont pas assez rapides pour traiter des problèmes de cette complexité en temps raisonnable.
Ainsi, des méthodes mésoscopiques, utilisant à la fois l'aspect particulaire de la matière mais simplifiant les systèmes par rapport à la description de Newton, sont nécessaires pour l'étude de la matières à ces ordres de grandeurs. La DPD est une de ces options, mais d'autres méthodes existent telles que la méthode lattice gas automata, l'équation de Langevin ou encore le thermostat d'Andersen (en).
L'idée derrière la DPD est de regrouper chaque molécule ou ensemble de molécules du système considéré en une seule mésoparticule, décrite uniquement par la position et le moment de son centre de masse. Ces mésoparticules interagissent entre elles via des interactions issues d'un potentiel conservatif (voir énergie potentielle), mais aussi via des interactions de fluctuation/dissipation, c'est-à-dire des forces de friction proportionnelles à la vélocité des centres de masse des mésoparticules qui dissipent de l'énergie et des forces de fluctuation stochastique, qui réinjectent de l'énergie dans le système. Les éventuelles molécules de solvant du système ne sont pas représentées, et leurs effets doivent être décrits dans le potentiel conservatif agissant sur les mésoparticules.
La dynamique des particules dissipatives, contrairement aux équations de Langevin, respecte l'invariance galiléenne et n'a pas les artefacts numériques liés à l'aspect cellulaire de la méthode lattice gas automata. De plus, contrairement aux équations de Langevin, la DPD respecte l'invariance galiléenne, c'est-à-dire que la dynamique est inchangée que le système soit en translation rectiligne uniforme ou immobile : un ensemble de particules suivant les équations de la DPD et ayant une vitesse moyenne constante non nulle se comportera de la même façon que ce même système, mais avec une vitesse moyenne nulle. Et si la DPD a été créée, et est principalement utilisée pour modéliser des fluides complexes, elle peut tout aussi bien être utilisée pour modéliser des systèmes beaucoup plus petits, tout comme les équations de Langevin.

## Historique
Hoogerbrugge et Koelman ont posé pour la première fois en 1992 les équations de la DPD et présentaient un exemple de simulation réalisée avec ce modèle. Cependant, l'article restait flou sur les fondements théoriques de la dynamique. Ceux-ci ont été posés en 1995 par P. Español et P. Warren. Ces bases théoriques ont donné quelques garanties pour obtenir la convergence des estimations numériques vers les valeurs réelles des systèmes modélisées.
Le modèle de la DPD est un modèle isothermal, i.e qui préserve la température moyenne du système modélisé. Cette dernière doit donc être fixée à priori. Si un tel modèle convient pour modéliser des systèmes physique à l'équilibre, il ne convient plus pour des systèmes hors-équilibre dont la température ne peut être connue a priori. En 1997, Español et Mackie et Avalos ont indépendamment présenté une variante de la DPD capable de conserver l'énergie, et donc potentiellement apte à modéliser des systèmes hors-équilibre. Cette variante est dénotée DPD-E, eDPD ou DPDE.

## Équations
Soit un système de {\displaystyle N} particules dans l'espace. Pour plus de simplicité, on supposera que toutes ces particules ont la même masse {\displaystyle m}. Soit {\displaystyle q\in \mathbb {R} ^{3N}} l'ensemble des positions de ces particules, et {\displaystyle p\in \mathbb {R} ^{3N}} leurs moments. Le moment d'une particule est défini comme le produit de sa masse et de sa vitesse: {\displaystyle p_{i}=mv_{i}}, où {\displaystyle v_{i}} est la vitesse de la particule {\displaystyle i}. Soit {\displaystyle F_{i}^{C}} la somme des forces conservatives s'appliquant sur la particule {\displaystyle i}, i.e les forces issues d'une énergie potentielle.
Les équations de la dynamique des particules dissipatives peuvent être décomposées en deux parties.
La première est issue des équations de Newton, et s'écrit (l'index {\displaystyle i} signifie que l'on regarde la grandeur de la particule {\displaystyle i}) :
{\displaystyle q_{i}={\frac {p_{i}}{m}}dt,}
{\displaystyle p_{i}=F_{i}^{C}dt.}
Ainsi, l'évolution des moments est décrite par les forces s'appliquant sur chaque particule, et la dérivée de la position est égale à la vitesse.
La deuxième partie est appelée partie fluctuation/dissipation. Elle ne concerne que les moments, et comprend deux forces {\displaystyle F_{i}^{D}} et {\displaystyle F_{i}^{R}}, respectivement nommées forces dissipatives et forces aléatoires. Ces forces ne sont pas conservatives contrairement à {\displaystyle F_{i}^{C}}, i.e elle ne proviennent pas d'un potentiel. Cette partie s'écrit:
{\displaystyle p_{i}=\left(F_{i}^{D}+F_{i}^{R}\right)dt.}
La somme des deux équations précédentes permet d'écrire les équations de la dynamique des particules dissipatives: 
{\displaystyle q_{i}={\frac {p_{i}}{m}}dt,}
{\displaystyle p_{i}=\left(F_{i}^{C}+F_{i}^{D}+F_{i}^{R}\right)dt.}
La forme de {\displaystyle F^{C}} dépend du choix du potentiel utilisé, et ce choix varie en fonction de la nature des particules.
En règle générale, lorsque l'on utilise la DPD, on choisit d'utiliser un potentiel de la forme:
{\displaystyle U(q)=\sum _{i}\sum _{j\neq i}w(r_{ij}),}
où {\displaystyle r_{ij}=||q_{i}-q_{j}||} est la distance séparant les particules {\displaystyle i} et {\displaystyle j}, et la fonction {\displaystyle w(r)} s'écrit:
{\displaystyle w(r)=a\left(1-{\frac {r}{r_{c}}}\right)^{2}}, si {\displaystyle r<r_{c}},
{\displaystyle w(r)=0}, sinon.
Ici, {\displaystyle r_{c}} est appelé rayon de coupure, i.e le rayon limitant la portée des interactions des forces conservatives.
La force {\displaystyle F_{i}^{C}} étant la dérivée de {\displaystyle U(q)} par rapport a {\displaystyle q_{i}}, cela donne
{\displaystyle F_{i}^{C}(q)=\sum _{j\neq i}{\frac {q_{j}-q_{i}}{r_{ij}^{2}}}w^{'}(r_{ij})}
Les forces dissipatives {\displaystyle F^{D}} sont des forces de friction, c'est-à-dire proportionnelles à la vitesse des particules. Cependant, si pour l'équation de Langevin, la friction est proportionnelle à la vitesse absolue de la particule {\displaystyle v_{i}}, en DPD, et ce afin de respecter l'invariance galiléenne, ces forces de friction sont proportionnelles aux vitesses relatives des particules entre elles {\displaystyle v_{ij}=v_{i}-v_{j}}. De plus, pour limiter la portée des interactions de dissipations, on ajoute la fonction limitante {\displaystyle w(r_{ij})} présentée ci-dessus.
et finalement, on projette ces forces le long de l'axe {\displaystyle e_{ij}={\frac {q_{j}-q_{i}}{r_{ij}}}} définissant la direction entre la particule {\displaystyle i} vers la particule {\displaystyle j}.
Ainsi, on peut écrire:
{\displaystyle F_{i}^{D}=\sum _{j\neq i}-\gamma w(r_{ij})\left(v_{ij}\cdot e_{ij}\right)e_{ij}.}
Ainsi, des particules suivant les lois de la DPD ne dissiperont pas plus d'énergie si leur vitesse d'ensemble est nulle ou pas, contrairement à des particules obéissant aux équations de Langevin.
Les forces aléatoires sont obtenues à l'aide d'un mouvement brownien.
Leur portée est aussi limitée par la fonction {\displaystyle w}, elles sont aussi projetées le long de l'axe {\displaystyle e_{ij}} et elles s'écrivent:
{\displaystyle F_{i}^{R}dt=\sum _{j\neq i}\sigma {\sqrt {w(r_{ij})dt}}dW_{ij,t}e_{ij}.}
Il est à noter que l'on utilise un mouvement brownien {\displaystyle W_{ij,t}} propre à chaque paire de particules {\displaystyle (i,j)}.

### Propriétés des équations de la DPD
Les équations de la DPD sont utilisées en physique moléculaire pour modéliser des particules complexes telles que les polymères ou autres macro-molécules dont la simulation n'est pas chose aisée. Les systèmes décrits pas les équations de la DPD sont des systèmes appartenant à l'ensemble canonique, I.e des systèmes pour lesquels la température {\displaystyle T}, le volume {\displaystyle V} et le nombre d'atomes {\displaystyle N} sont fixés. Cependant, l'affirmation ci-dessus n'a toujours pas été justifiée mathématiquement. En effet, d'après les équations ci-dessus, un système de particules est complètement décrit par la données des positions et moments de ses particules {\displaystyle (q_{t},p_{t})}, positions et moments qui évoluent au cours du temps et qui sont les solutions de l'équation différentielle ci-dessus. Or, d'après la physique statistique, un tel système appartient à l'ensemble canonique si ses configurations {\displaystyle (q_{t},p_{t})} sont distribuées selon la mesure correspondant à l'ensemble canonique, mesure que l'on notera {\displaystyle \mu } et qui est donnée par:
{\displaystyle \mu (\mathrm {d} q,\mathrm {d} p)=e^{-\beta (U(q)+K(p))},}
où {\displaystyle U(q)} est l'énergie potentielle du système, et {\displaystyle K(p)=\sum _{i}{\frac {1}{2m}}p_{i}^{2}} est son énergie cinétique microscopique.

## Intégration numérique
Plusieurs schémas d'intégration ont été développés pour la DPD. À ce jour, deux schémas sortent du lot:
- Velocity-Verlet : Développé en 2000 par Vattulainen et al. . Il est inspiré du schéma du même nom s'appliquant aux équations de Newton issues de la mécanique hamiltonienne. Contrairement à la mécanique classique, le Velocity-Verlet appliqué à la DPD n'est pas d'ordre deux mais d'ordre un, et de plus perd sa propriété de symplecticité.
- Schéma de Shardlow : Jusqu'à ce jour le schéma donnant les biais numériques les plus petits à pas de temps fixé. Il effectue un 'splitting' de l’équation en une partie conservative et une somme d'équations élémentaires correspondants aux interactions de fluctuation/dissipation de chaque paires de particules DPD. Les interactions aléatoires élémentaires sont en réalité les équations d'un processus d'Ornstein-Uhlenbeck, qui se résolvent analytiquement.

## Logiciels existants
Quelques logiciels de simulation capables de réaliser (entre autres) des simulations DPD :
- CULGI: Chemistry Unified Language Interface, Culgi B.V., The Netherlands
- DL_MESO: Logiciel Open-source de simulation mésoscopique.
- DPDmacs Logiciel libre, sous licence GNU GPL
- ESPResSo: Extensible Simulation Package for the Research on Soft Matter Systems - Open-source
- Fluidix: Suite de simulation Fluidix par OneZero Software.
- GPIUTMD: Graphical processors for Many-Particle Dynamics
- Gromacs-DPD: Version modifiée de Gromacs incluant de la simulation DPD.
- HOOMD-blue: Highly Optimized Object-oriented Many-particle Dynamics—Blue Edition
- LAMMPS Large-scale Atomic/Molecular Massively Parallel Simulator, open-source, sous licence GNU GPL
- Materials Studio: Modeling and simulation for studying chemicals and materials, Accelrys Software Inc.
- SYMPLER: A freeware SYMbolic ParticLE simulatoR de l'Université de Fribourg.
- SunlightDPD: Logiciel Open-source (GPL) DPD.